# ラクトゥイ県
ラクトゥイ県（ラクトゥイけん、ベトナム語：Huyện Lạc Thủy / 縣樂水?）は、ベトナム社会主義共和国ホアビン省の県。面積は293 km²、人口は65,820人（2019年）である。

## 行政区画
2市鎮8社から構成される。